# Urs Salzmann
Urs Salzmann, född 3 juli 1954 i Regensdorf i Zürich, är en schweizisk före detta bobåkare.
Salzmann blev olympisk bronsmedaljör i fyrmansbob vid vinterspelen 1984 i Sarajevo.